# Grönländische Badmintonmeisterschaft 2005
Die Grönländische Badmintonmeisterschaft 2005 fand vom 22. bis zum 26. März 2005 in Qaqortoq statt.

## Titelträger
| Disziplin    | Sieger                                |
| ------------ | ------------------------------------- |
| Herreneinzel | Frederik Elsner                       |
| Dameneinzel  | Pilunnguaq Chemnitz                   |
| Herrendoppel | Frank Bagger Bror Madsen              |
| Damendoppel  | Pilunnguaq Chemnitz Karen Christensen |
| Mixed        | Tom Nielsen Else Høegh Møller         |